# کونکوش پونتا
کونکوش پونتا (به اسپانیایی: Kunkush Punta) یک کوه در پرو است که در Catac District واقع شده‌است. کونکوش پونتا ۴٬۹۰۷ متر بالاتر از سطح دریا واقع شده‌است.